# Zdeněk Hák (horolezec)
Zdeněk Hák (Háček; * 11. ledna 1980 Most) je český skialpinista, horolezec, pískovcový lezec a horský vůdce. Leze od roku 1997. V roce 2016 sjel na lyžích sedmitisícovku Nošak, za kterou obdržel ocenění výstup roku, v roce 2017 spolu s Markem Holečkem vylezli prvovýstup na osmitisícovku Gašerbrum I. Získal již dva zlaté cepíny, a to v letech 2018 a 2020.
Vystudoval hotelovou školu v Turnově, jeho lezeckými vzory byli Míra „Lanč“ Šmíd a Josef Rakoncaj.

## Výkony a ocenění
- 2010: horský vůdce IWGA, člen ČAHV
- pětinásobný vítěz závodu českého poháru ve skialpinismu
- Prachovská 24hodinovka 5. místo
- 2016: druhý sjezd Nošaku a první český – výstup roku v kategorii skialpinismu
- 2017: prvovýstup na Gašerbrum I, 2× Výstup roku Alpy.cz, 3. místo Horolezec roku

### Výstupy
- Západní stěna Cima Grande, Itálie
- Sunshine Crack, Snow Patch, Kanada
- Split Pillar, Chief, Kanada
- Happy, M10-, Dryland, Rakousko
- Bílá růže, IXa, Koberce, Adršpach
- Čerstvý čekatel, IXa, Bludiště, Drábské světničky – prvovýstup
- sólopřelez Jehly, Kapelníka a Kobyly (Český ráj) za jeden den
- 2016: Nošak (7 492 m n. m.), Hindúkuš – výstup a sjezd na skialpových lyžích[5]
- 2017: Gašerbrum I (8 068 m n. m.), Karákóram – výstup novou cestou jihozápadní stěnou alpským stylem s Markem Holečkem[6]
- 2019: Čamlang (7 319 m n. m.), Himálaj, Nepál – novou cestou SZ stěnou, výstup alpským stylem za 8 dní, spolulezec Marek Holeček
- 2021: „Ádův nebeský traverz“, Kangchung Shar (6 063 m n. m.), Himálaj – prvovýstup severní stěnou a první traverz masivu s Jaroslavem Bánským
- 2021: normální cesta, Ama Dablam (6 812 m n. m.), Himálaj, Nepál – s Janem Trávníčkem a dalšími lezci
- 2021: západní stěna (novou, přímější cestou), Ama Dablam – s Jakubem Káchou.[7]